# Segundo Templo
Segundo Templo (em hebraico: בֵּית־הַמִּקְדָּשׁ‎ הַשֵּׁנִי, trad. 'Segunda Casa do Santuário') foi o Templo reconstruído em Jerusalém, em uso entre c. 516 a.C. e sua destruição em 70 d.C. Em sua última fase, foi ampliado por Herodes, o Grande, resultando em um edifício que mais tarde foi chamado de Templo de Herodes. Definindo o período do Segundo Templo, ele se manteve como um símbolo fundamental da identidade judaica e foi central para o judaísmo do Segundo Templo; era o principal local de adoração, sacrifício ritual (korban) e reunião comunitária para os judeus. Como tal, atraiu peregrinos judeus de terras distantes durante as Três Festas de Peregrinação: Páscoa, Shavuot e Sucot.
A construção do Segundo Templo começou logo após a conquista persa da Babilônia; o antecessor do Segundo Templo, conhecido como Templo de Salomão, foi destruído junto com o Reino de Judá como um todo pelo cerco babilônico de Jerusalém por volta de 587 a.C. Depois que o Império Neobabilônico foi anexado pelo Império Aquemênida, o rei persa Ciro, o Grande, emitiu o chamado Édito de Ciro, que é descrito na Bíblia Hebraica como tendo autorizado e encorajado o retorno a Sião — um evento bíblico no qual o povo judeu retornou ao antigo Reino de Judá, que os persas haviam reestruturado recentemente como a província judaica autônoma de Jeúde. A conclusão do Segundo Templo na época do rei persa Dario I significou um período de renovada esperança judaica e renascimento religioso. De acordo com fontes bíblicas, o Segundo Templo era originalmente uma estrutura relativamente modesta construída sob a autoridade do governador judeu nomeado pelos persas, Zorobabel, neto de Jeconias, o penúltimo rei de Judá.
No século I a.C., o Segundo Templo foi reformado e ampliado sob o reinado de Herodes, o Grande, daí o nome homônimo alternativo para a estrutura. Os esforços de transformação de Herodes resultaram em uma estrutura e um pátio grandiosos e imponentes, incluindo os grandes edifícios e fachadas mostrados em modelos modernos, como a Maquete da Terra Santa de Jerusalém no Museu de Israel. O Monte do Templo, onde ficavam o Templo de Salomão e o Segundo Templo, também foi significativamente expandido, dobrando de tamanho para se tornar o maior santuário religioso do mundo antigo.
Em 70 d.C., no auge da Primeira Guerra Judaico-Romana, o Segundo Templo foi destruído pelo cerco romano de Jerusalém, marcando um ponto cataclísmico e transformador na história judaica. A perda do Segundo Templo estimulou o desenvolvimento do judaísmo rabínico, que continua sendo a principal forma de práticas religiosas judaicas em todo o mundo.

## História

### Narrativa bíblica

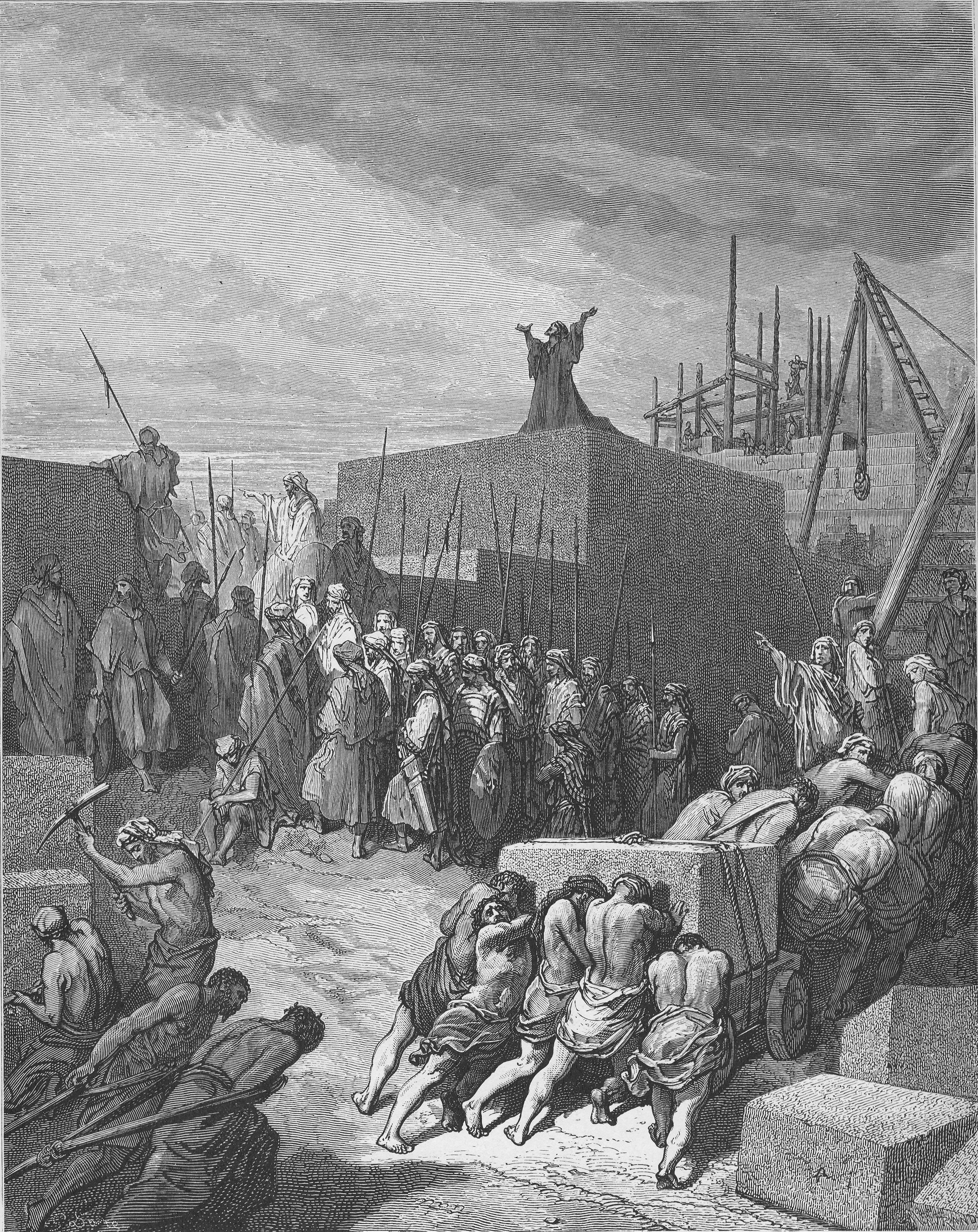
Reconstrução do Templo (ilustração de Gustave Doré da La Sainte Bible de 1866))

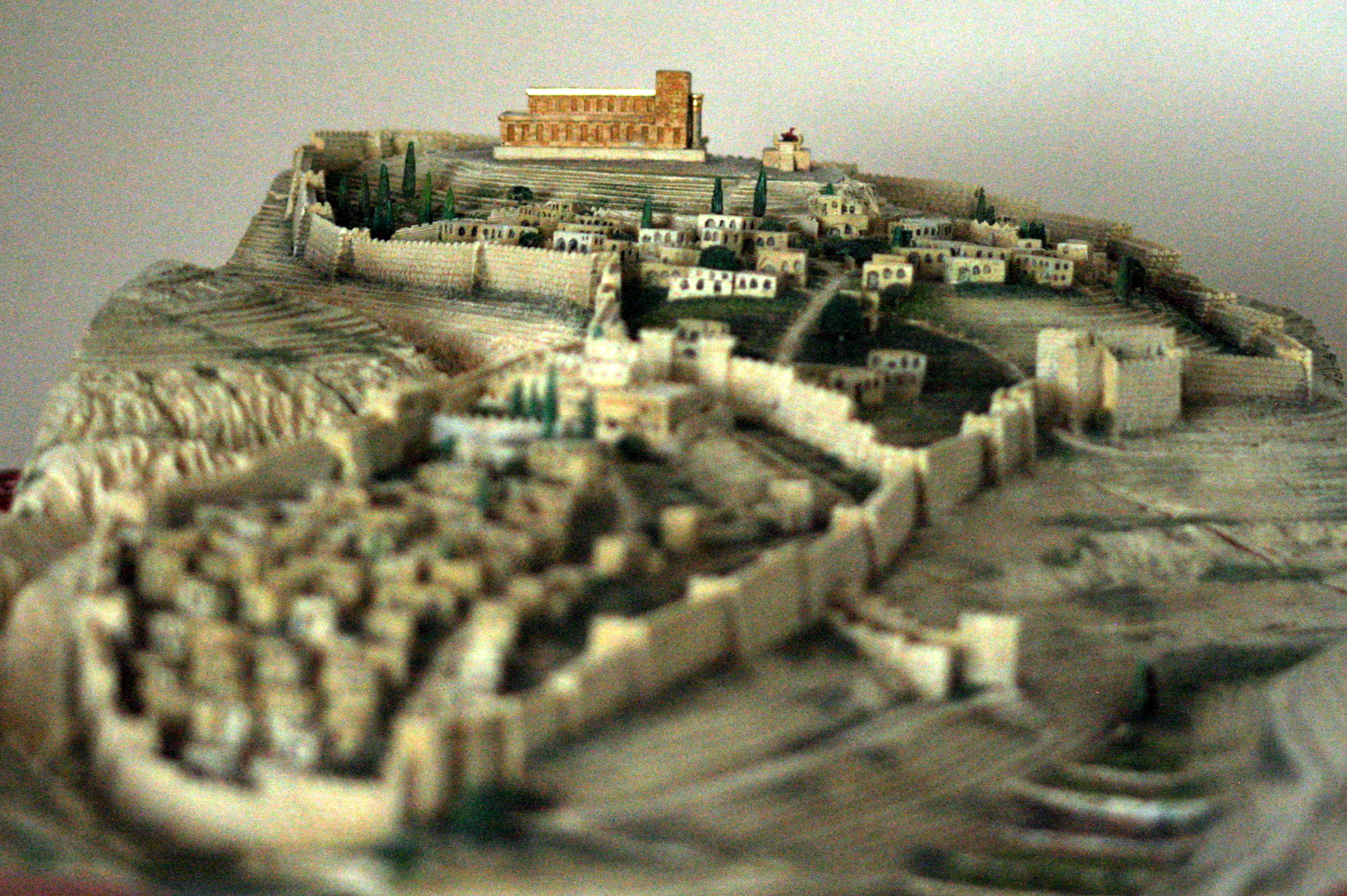
Reconstrução moderna de Jerusalém durante o século X a.C., mostrando o Templo de Salomão, que ficava no local antes da construção do Segundo Templo.

A ascensão de Ciro, o Grande, ao Império Aquemênida em 559 a.C. tornou possível o restabelecimento da cidade de Jerusalém e a reconstrução do Templo. Alguns sacrifícios rituais rudimentares continuaram no local do primeiro templo após sua destruição. De acordo com os versículos finais do segundo livro de Crônicas e os livros de Esdras e Neemias, quando os exilados judeus retornaram a Jerusalém seguindo um decreto de Ciro, o Grande (Esdras 1:1 – 4, 2 Crônicas 36:22–23), a construção começou no local original do altar do Templo de Salomão. Esses eventos representam a seção final da narrativa histórica da Bíblia Hebraica.
O núcleo original do livro de Neemias, o relato em primeira pessoa, pode ter sido combinado com o núcleo do Livro de Esdras por volta de 400 a.C. A edição posterior provavelmente continuou na era helenística.
Com base no relato bíblico, após o retorno do cativeiro babilônico, foram imediatamente feitos arranjos para reorganizar a desolada província de Jeúde após o fim do Reino de Judá setenta anos antes. O grupo de peregrinos, formado por 42.360 pessoas, completou a longa e tediosa jornada de cerca de quatro meses, das margens do rio Eufrates até Jerusalém, animado por um forte impulso religioso e, portanto, uma de suas primeiras preocupações foi restaurar sua antiga casa de culto reconstruindo seu Templo destruído.
A convite de Zorobabel, o governador, que lhes deu um exemplo notável de liberalidade ao contribuir pessoalmente com mil dáricos de ouro, além de outros presentes, o povo despejou suas ofertas no tesouro sagrado com grande entusiasmo. Primeiro, eles ergueram e dedicaram o altar de Deus no local exato onde ele ficava anteriormente e então removeram os montes de entulho carbonizados que ocupavam o local do antigo templo; e no segundo mês do segundo ano (535 a.C.), em meio a grande excitação e alegria pública, as fundações do Segundo Templo foram lançadas. Apesar do grande interesse público, esse movimento foi encarado com sentimentos mistos pelos espectadores.
Os samaritanos queriam ajudar com esse trabalho, mas Zorobabel e os anciãos recusaram tal cooperação, sentindo que os judeus deveriam construir o Templo sem ajuda. Imediatamente, notícias ruins sobre os judeus se espalharam. De acordo com Esdras 4:5, os samaritanos procuraram “frustrar seu propósito” e enviaram mensageiros a Ecbátana e Susa, com o resultado de que a obra foi suspensa.
Sete anos depois, Ciro, o Grande, que permitiu que os judeus retornassem à sua terra natal e reconstruíssem o Templo, morreu e foi sucedido por seu filho Cambises. Após sua morte, o "falso Esmérdis", um impostor, ocupou o trono por cerca de sete ou oito meses e então Dario se tornou rei (522 a.C.). No segundo ano de seu governo, o trabalho de reconstrução do templo foi retomado e levado adiante até sua conclusão sob o estímulo dos conselhos e admoestações fervorosas dos profetas Ageu e Zacarias. O Templo estava pronto para consagração na primavera de 516 a.C., mais de vinte anos após o retorno do cativeiro. Foi concluído no terceiro dia do mês de Adar, no sexto ano do reinado de Dario, em meio a grandes regozijos por parte de todo o povo.
O Livro de Ageu inclui uma previsão de que a glória do Segundo Templo seria maior que a do primeiro. Embora o Templo possa ter sido consagrado em 516 a.C., a construção e a expansão podem ter continuado até 500 a.C.
Alguns dos artefatos originais do Templo de Salomão não são mencionados nas fontes após sua destruição em 586 a.C. e são considerados perdidos. O Segundo Templo carecia de vários artigos sagrados, incluindo a Arca da Aliança contendo as Tábuas de Pedra dos Dez Mandamentos, diante das quais eram colocados o pote de maná e a vara de Aarão, o Urim e o Tumim (objetos de adivinhação contidos no Hoshen), o óleo sagrado e o fogo sagrado. O Segundo Templo também incluía muitos dos vasos originais de ouro que haviam sido tomados pelos babilônios, mas restaurados por Ciro, o Grande.
Nenhuma descrição detalhada da arquitetura do Templo é dada na Bíblia hebraica, exceto que ele tinha sessenta côvados de largura e altura e foi construído com pedra e madeira. No Segundo Templo, o Santo dos Santos (Kodesh Hakodashim) era separado por cortinas em vez de uma parede como no Primeiro Templo. Ainda assim, como no Tabernáculo, o Segundo Templo incluía a Menorá (lâmpada de ouro) para o Hekhal, a Mesa dos Pães da Proposição e o altar dourado de incenso, com incensários de ouro.

### Literatura rabínica
A literatura rabínica tradicional afirma que o Segundo Templo durou 420 anos e, com base na obra do século II Seder Olam Rabbah, a construção começou em 356 a.C. (3824 AM), 164 anos depois das estimativas acadêmicas, e a destruição em 68 d.C. (3828 AM).
De acordo com a Mishná, a "Pedra de Fundação" ficava onde a Arca costumava estar e o Sumo Sacerdote colocava seu incensário sobre ela durante o Yom Kippur. A quinta ordem, ou divisão, da Mishná, conhecida como Kodashim, fornece descrições detalhadas e discussões sobre as leis religiosas relacionadas ao serviço do Templo, incluindo os sacrifícios, o Templo e seus móveis, bem como os sacerdotes que realizavam os deveres e cerimônias. Tratados abordam sacrifícios de animais, pássaros e ofertas de farinha, leis sobre como trazer um sacrifício, como a oferta pelo pecado e a oferta pela culpa, e leis sobre apropriação indébita de propriedade sagrada. Além disso, a ordem contém uma descrição do Segundo Templo (tratado Middot) e uma descrição e regras sobre o serviço religioso de sacrifício diário no Templo (tratado Tamid). De acordo com o Talmude Babilônico, o Templo não tinha a Shekhinah (a presença divina de Deus que habita ou se estabelece) e o Ruach HaKodesh (espírito santo) presentes no Primeiro Templo.

### Rededicação pelos macabeus
Após a conquista da Judeia por Alexandre, o Grande, ela se tornou parte do Reino Ptolomaico do Egito até 200 a.C., quando o rei selêucida Antíoco III, o Grande, da Síria, derrotou o faraó Ptolomeu V Epifânio na Batalha de Páneion. Em 167 a.C., Antíoco IV Epifânio ordenou que um altar a Zeus fosse erguido no Templo. Ele também, de acordo com Josefo, "obrigou os judeus a dissolver as leis do país, a manter seus filhos não circuncidados e a sacrificar carne de porco no altar; os que se opuseram foram condenados à morte." Após a Revolta dos Macabeus contra o Império Selêucida, o Segundo Templo foi rededicado e se tornou o pilar religioso do Reino Asmoneu da Judeia, bem como culturalmente associado ao feriado judaico de Chanucá.

### Dinastia asmoneia e conquista romana
Há algumas evidências arqueológicas de que outras mudanças na estrutura do Templo e seus arredores foram feitas durante o governo dos asmoneus. Salomé Alexandra, a rainha do Reino Asmoneu, nomeou seu filho mais velho , Hircano II, como sumo sacerdote da Judeia. Seu filho mais novo, Aristóbulo II, estava determinado a assumir o trono e, assim que ela morreu, ele assumiu o trono. Hircano, que era o próximo na sucessão, concordou em se contentar em ser sumo sacerdote. Antípatro, o governador da Iduméia, encorajou Hircano a não desistir de seu trono. Por fim, Hircano fugiu para Aretas III, rei dos nabateus, e retornou com um exército para retomar o trono. Ele derrotou Aristóbulo e sitiou Jerusalém. O general romano Pompeu, que estava na Síria lutando contra os armênios na Terceira Guerra Mitridática, enviou seu tenente para investigar o conflito na Judeia. Tanto Hircano quanto Aristóbulo apelaram a ele por apoio. Pompeu não foi diligente em tomar uma decisão sobre isso, o que fez com que Aristóbulo marchasse para longe. Ele foi perseguido por Pompeu e se rendeu, mas seus seguidores fecharam Jerusalém para as forças de Pompeu. Os romanos sitiaram e tomaram a cidade em 63 a.C. Os sacerdotes continuaram com as práticas religiosas dentro do Templo durante o cerco. O templo não foi saqueado ou danificado pelos romanos. O próprio Pompeu, talvez inadvertidamente, entrou no Santo dos Santos e no dia seguinte ordenou aos sacerdotes que repurificassem o Templo e retomassem as práticas religiosas.

### Templo de Herodes

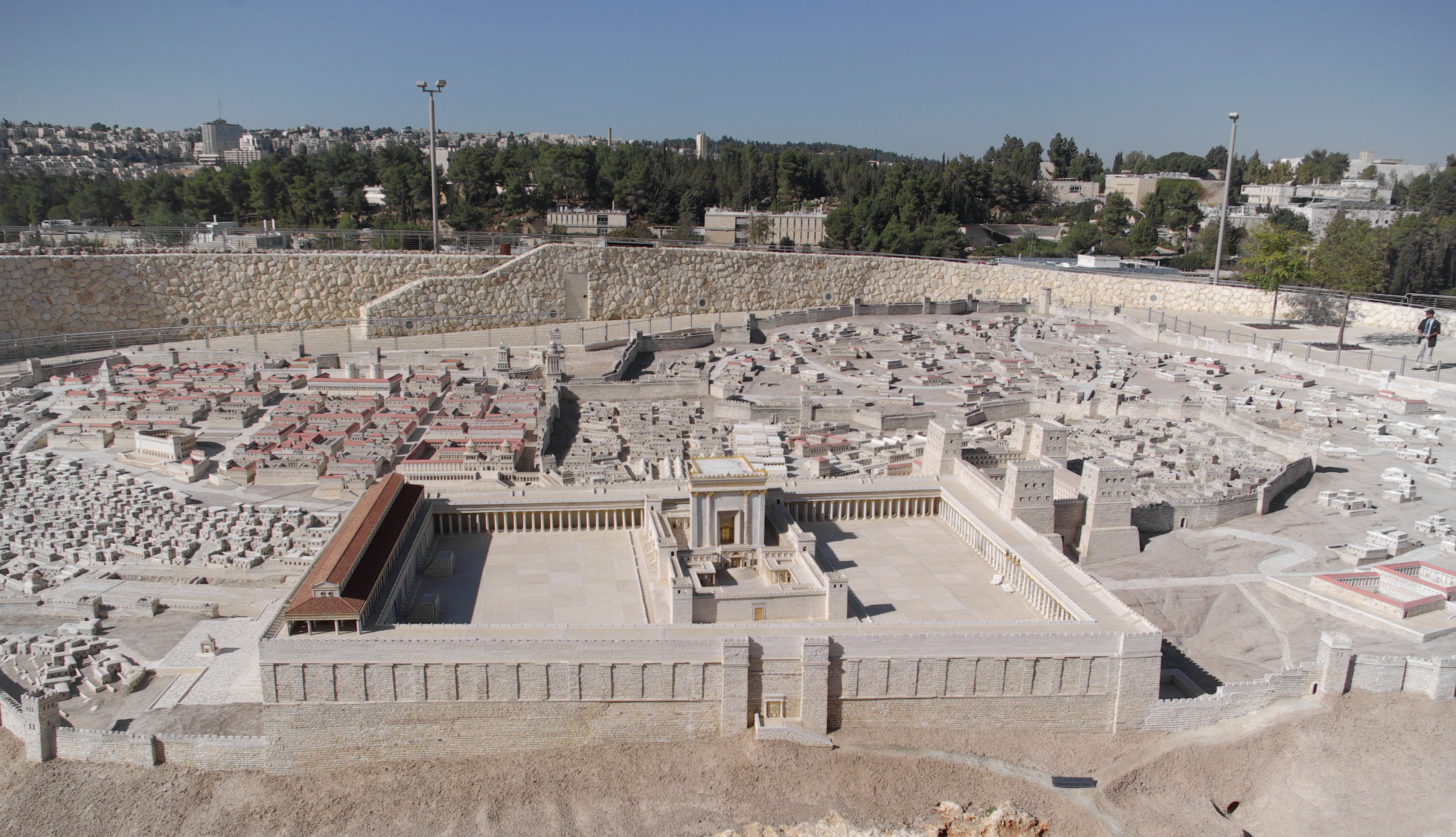
Templo de Herodes conforme imaginado no Modelo da Terra Santa de Jerusalém ; leste na parte inferior

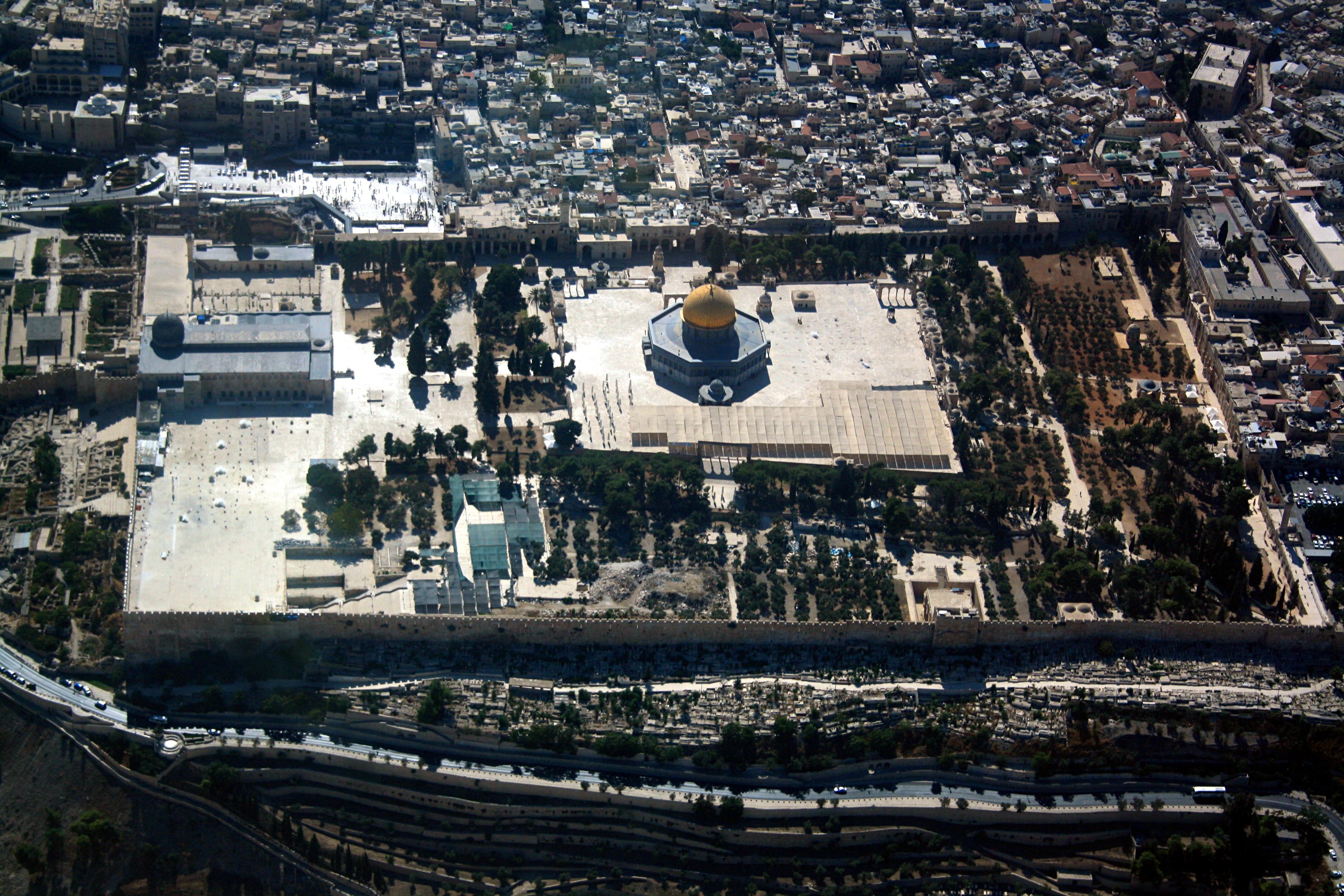
Vista do Monte do Templo em 2013; leste na parte inferior

Os escritos de Flávio Josefo e as informações do tratado Middot da Mishná foram usados por muito tempo para propor possíveis projetos para o Templo até o ano 70. A descoberta do Pergaminho do Templo como parte dos Pergaminhos do Mar Morto no século XX forneceu outra possível fonte. Lawrence Schiffman afirma que depois de estudar Josefo e o Pergaminho do Templo, descobriu que Josefo era historicamente mais confiável do que o Pergaminho do Templo.
A reconstrução do templo sob Herodes começou com uma expansão maciça do Monte do Templo (témenos) . Por exemplo, o complexo do Monte do Templo media inicialmente 7 hectares (17 acre(s)s) de tamanho, mas Herodes expandiu-o para 14,4 hectares (36 acre(s)s) e assim duplicou a sua área. O trabalho de Herodes no Templo é geralmente datado de 20/19 a.C. até 12/11 ou 10 a.C. O escritor Bieke Mahieu data o trabalho nos recintos do Templo em 25 a.C. e o da construção do Templo em 19 a.C., e situa a dedicação de ambos em novembro de 18 a.C.O culto religioso e os rituais continuaram durante o processo de construção.
O antigo templo construído por Zorobabel foi substituído por um edifício magnífico. O Templo de Herodes foi um dos maiores projetos de construção do século I a.C. Josefo registra que Herodes estava interessado em perpetuar seu nome por meio de projetos de construção, que seus programas de construção eram extensos e pagos por altos impostos, mas que sua obra-prima foi o Templo de Jerusalém. Mais tarde, o shekel do santuário foi reinstituído como imposto do templo.

#### Características

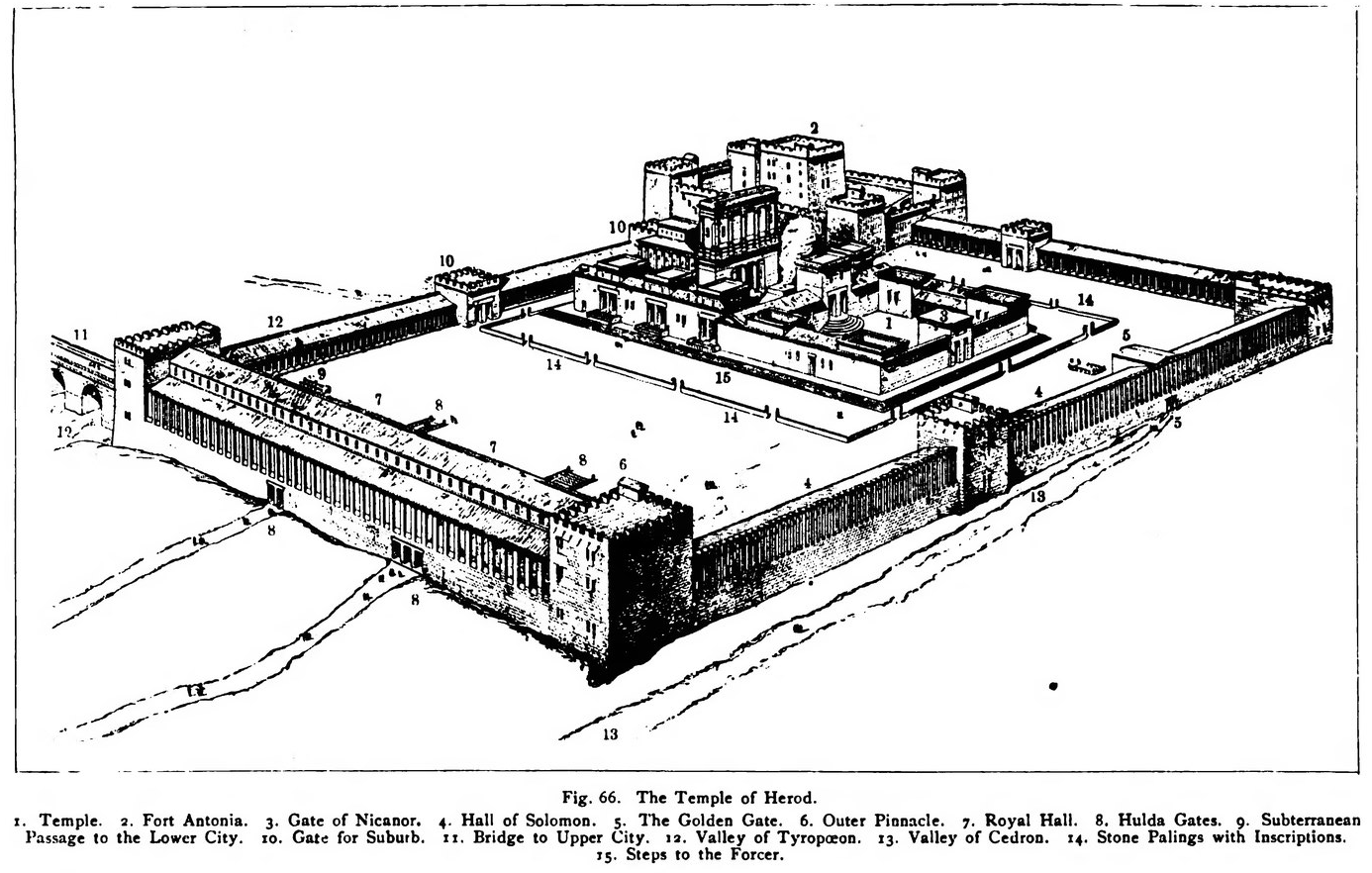
Templo de Herodes, de Um Comentário Prático sobre a Sagrada Escritura

O Pátio dos Gentios era basicamente um bazar, com vendedores vendendo lembranças, animais para sacrifício e comida. A moeda também era trocada, com a moeda romana sendo trocada por dinheiro de Tiro, como também mencionado no relato do Novo Testamento sobre Jesus e os vendilhões, quando Jerusalém estava lotada de peregrinos judeus que tinham vindo para a Páscoa, talvez entre 300 mil a 400 mil pessoas.

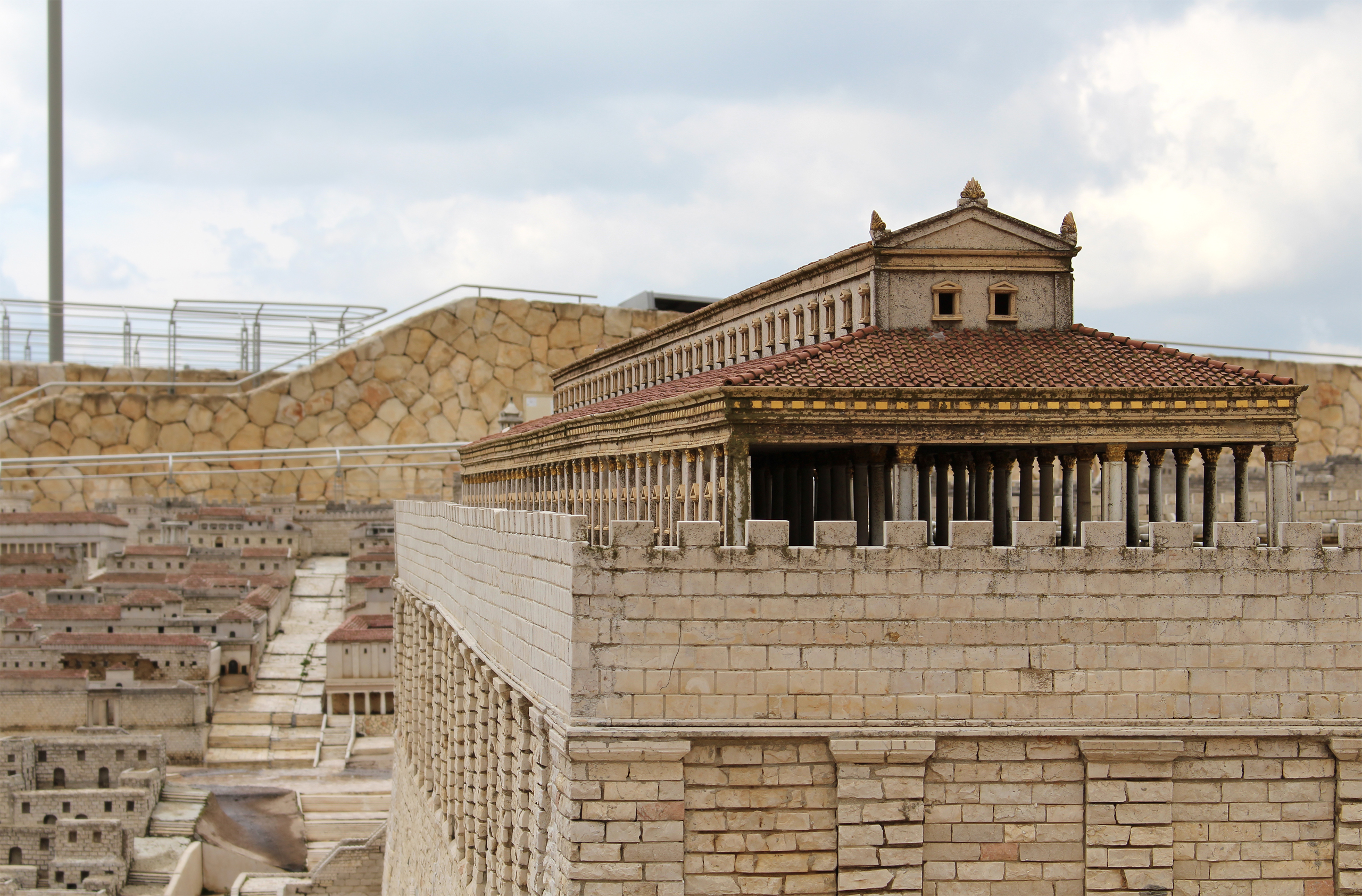
A Estoa Real na Maquete da Terra Santa de Jerusalém

Acima dos Portões de Huldah, no topo das paredes do Templo, ficava a Estoa Real, uma grande basílica elogiada por Josefo como "mais digna de menção do que qualquer outra [estrutura] sob o Sol"; sua parte principal era um longo Salão de Colunas que inclui 162 colunas, estruturadas em quatro fileiras. A Estoa Real é amplamente aceita como parte da obra de Herodes; no entanto, descobertas arqueológicas recentes nos túneis do Muro das Lamentações sugerem que ela foi construída no primeiro século, durante o reinado de Agripa, em oposição ao primeiro século a.C.
Os relatos da tentação de Cristo nos evangelhos de Mateus e Lucas sugerem que o Segundo Templo tinha um ou mais "pináculos". A palavra grega usada é πτερύγιον (pterugion), que significa literalmente torre, muralha ou pináculo  De acordo com a Concordância de Strong, pode significar pequena asa ou, por extensão, qualquer coisa como uma asa, como uma ameia ou parapeito. O arqueólogo Benjamin Mazar pensou que se referia ao canto sudeste do Templo com vista para o Vale do Cedron.
Segundo Josefo, havia dez entradas para os pátios internos, quatro no sul, quatro no norte, uma no leste e uma que levava de leste a oeste do Pátio das Mulheres ao pátio dos israelitas, chamado de Portão Nicanor. Segundo Josefo, Herodes, o Grande, ergueu uma águia dourada sobre o grande portão do Templo.
Joachim Bouflet “as equipes de arqueólogos de Nahman Avigad, em 1969-1980, na cidade herodiana de Jerusalém, e de Yigael Shiloh, em 1978-1982, na cidade de Davi” provaram que os telhados do Segundo Templo não tinham cúpula. Com isso, eles apóiam a descrição de Josefo do Segundo Templo.

### Destruição pelos romanos

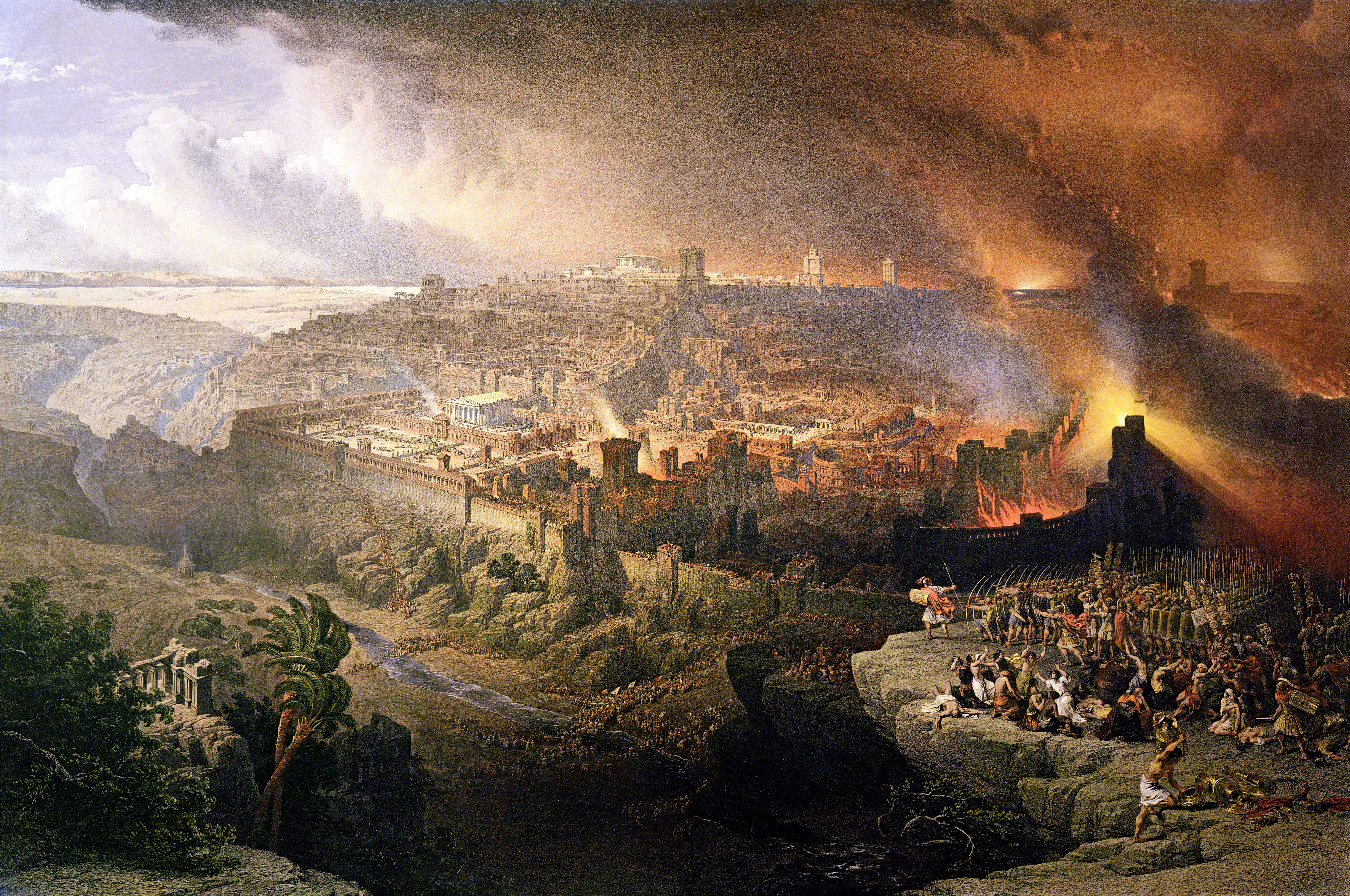
Cerco e destruição de Jerusalém pelos romanos (pintura de 1850 de David Roberts). Olhando para sudoeste

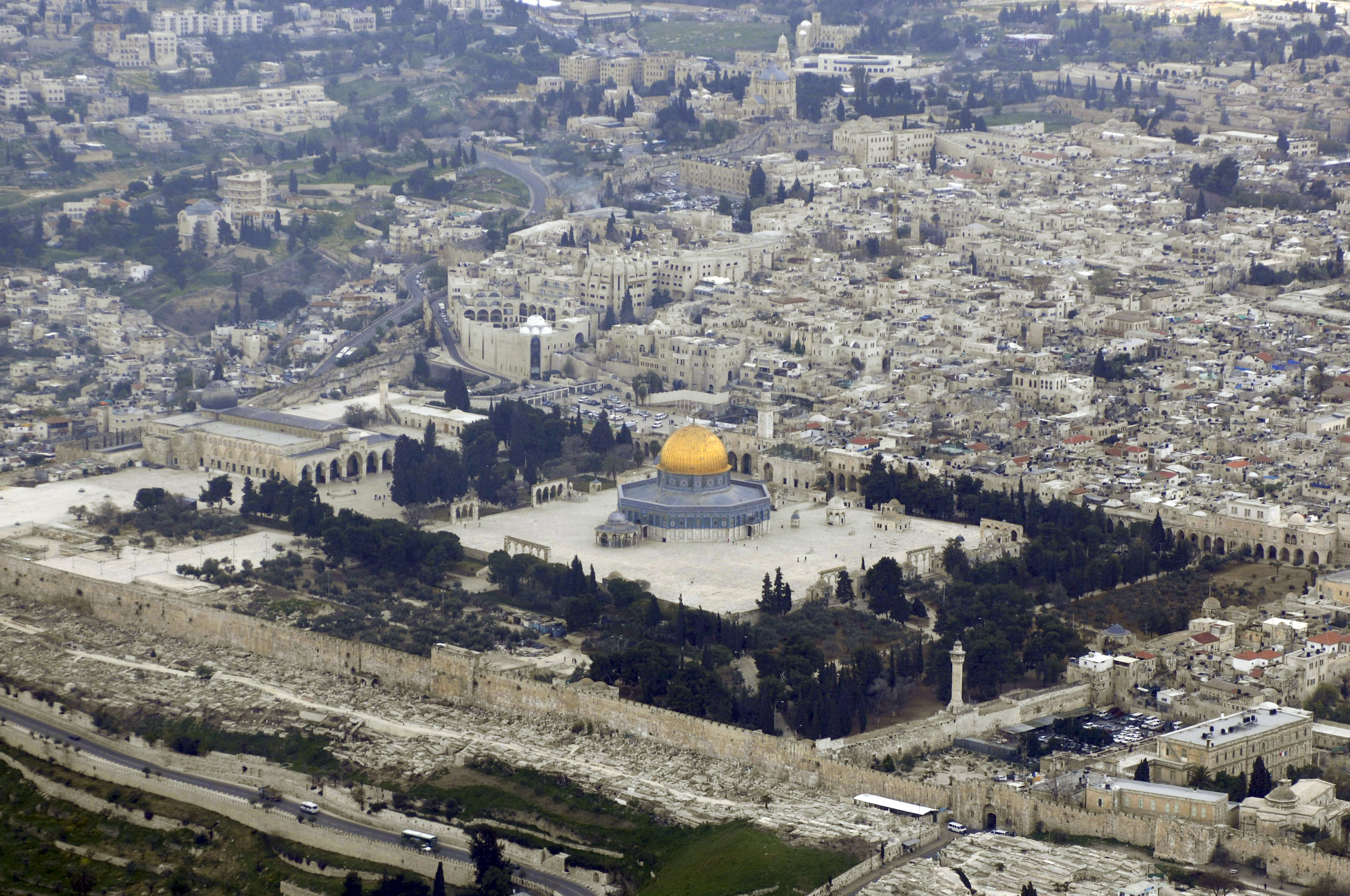
Vista atual do Monte do Templo olhando para sudoeste, com o Domo da Rocha dourado visível no centro e a Mesquita de al-Aqsa à esquerda, além de algumas árvores. Partes da Cidade Velha de Jerusalém podem ser vistas ao redor do Monte.

Em 66 d.C., a população judaica se rebelou contra o Império Romano. Quatro anos mais tarde, na data do calendário hebraico de Tisha B'Av, 4 de agosto ou 30 de agosto de 70, as legiões romanas sob o comando de Tito retomaram e destruíram grande parte de Jerusalém e do Templo de Herodes. Josefo, embora fosse um apologista do Império, afirma que a queima do Templo foi um ato impulsivo de um soldado romano, apesar das ordens de Tito para preservá-lo, enquanto fontes cristãs posteriores, rastreadas até Tácito, sugerem que o próprio Tito autorizou a destruição, uma visão atualmente favorecida pelos estudiosos modernos, embora o debate persista.
O Arco de Tito, construído em Roma para comemorar a vitória de Tito na Judeia, retrata um triunfo romano, com soldados carregando despojos do Templo, incluindo a menorá do templo. De acordo com uma inscrição no Coliseu, o Imperador Vespasiano construiu o Coliseu m 79c om despojos de guerra - possivelmente a partir dos despojos do Segundo Templo.  As seitas do judaísmo que tinham a sua base no Templo perderam importância, como os saduceus.
O Templo ficava no local onde hoje é o Domo da Rocha . Os portões levavam perto do que é hoje a Mesquita de al-Aqsa, construída muito mais tarde. Embora os judeus continuassem a habitar a cidade destruída, o imperador Adriano estabeleceu uma nova colônia romana chamada Aelia Capitolina. No final da revolta de Bar Kokhba em 135 d.C., muitas comunidades judaicas foram massacradas e os judeus foram proibidos de entrar em Jerusalém.
Relatos históricos relatam que não apenas o Templo Judaico foi destruído, mas também toda a Cidade Baixa de Jerusalém  Mesmo assim, segundo Josefo, Tito não destruiu totalmente as torres (como a Torre de Fasael, agora erroneamente chamada de Torre de Davi), mantendo-as como um memorial da força da cidade. O Midrash Rabá (Eikha Rabba 1:32) relata um episódio semelhante relacionado à destruição da cidade, segundo o qual o raban Yohanan ben Zakkai, durante o cerco romano de Jerusalém, solicitou a Vespasiano que poupasse os portões mais ocidentais da cidade (em hebraico: פילי מערבאה) que levam a Lida (Lod). Quando a cidade foi finalmente tomada, os auxiliares árabes que lutaram ao lado dos romanos sob o comando do seu general, Fanjar, também pouparam a muralha mais ocidental da destruição.
A escatologia judaica inclui a crença de que o Segundo Templo será substituído por um futuro Terceiro Templo em Jerusalém.

## Arqueologia

### Inscrições

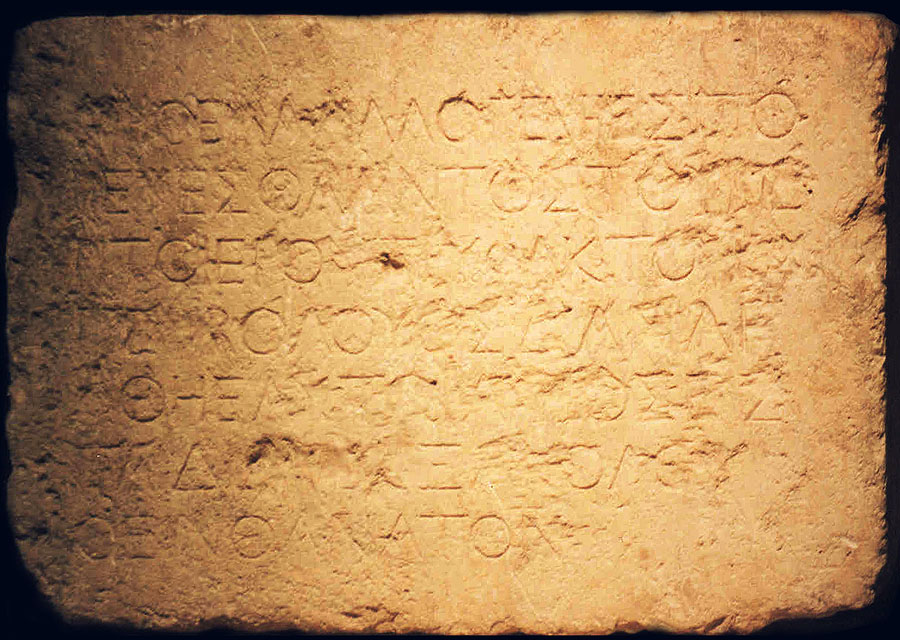
Inscrição de Soreg alertando não-judeus de entrarem no santuário do Segundo Templo

Em 1871, uma pedra lavrada medindo 60 cm x 90 cm e gravada com unciais gregos foi descoberta perto de um pátio no Monte do Templo em Jerusalém e identificada por Charles Simon Clermont-Ganneau como sendo a inscrição de Aviso do Templo. A inscrição na pedra delineou a proibição estendida àqueles que não eram da nação judaica de prosseguir além do soreg que separava o Pátio maior dos Gentios e os pátios internos. A inscrição dizia em sete linhas:

ΜΗΟΕΝΑΑΛΛΟΓΕΝΗΕΙΣΠΟ

ΡΕΥΕΣΟΑΙΕΝΤΟΣΤΟΥΠΕ

ΡΙΤΟΙΕΡΟΝΤΡΥΦΑΚΤΟΥΚΑΙ

ΠΕΡΙΒΟΛΟΥΟΣΔΑΝΛΗ

ΦΘΗΕΑΥΤΩΙΑΙΤΙΟΣΕΣ

ΤΑΙΔΙΑΤΟΕΞΑΚΟΛΟΥ

ΘΕΙΝΘΑΝΑΤΟΝ

Tradução: “Que nenhum estrangeiro entre dentro do parapeito e da divisória que circunda o recinto do Templo. Quem for pego [violando] será responsabilizado por sua morte subsequente.”
Hoje, a pedra está preservada no Museu de Antiguidades de Istambul. Em 1935, um fragmento de outra inscrição de advertência semelhante do Templo foi encontrado.
A palavra "estrangeiro" tem um significado ambíguo. Alguns estudiosos acreditam que se referia a todos os gentios, independentemente do estatuto de pureza ritual ou religião. Outros argumentam que se referia aos gentios não convertidos, já que Herodes escreveu a inscrição. O próprio Herodes era um idumeu convertido (ou edomita) e dificilmente se excluiria a si mesmo ou aos seus descendentes.
Outra inscrição antiga, parcialmente preservada em uma pedra descoberta abaixo do canto sudoeste do Monte Herodiano, contém as palavras "para o lugar da trombeta". O formato da pedra sugere que ela fazia parte de um parapeito e foi interpretada como pertencente a um local no Monte descrito por Josefo, "onde um dos sacerdotes ficava de pé e dava aviso, pelo som de trombeta, à tarde da aproximação, e na noite seguinte do encerramento, de cada sétimo dia", assemelhando-se muito ao que o Talmude diz.

### Muros e portões do complexo do Templo
Depois de 1967, os arqueólogos descobriram que o muro se estendia ao redor do Monte do Templo e fazia parte da muralha da cidade perto do Portão dos Leões. Assim, a parte restante do Monte do Templo não é apenas o Muro das Lamentações. Atualmente, o Arco de Robinson (nomeado em homenagem ao americano Edward Robinson) permanece como o início de um arco que atravessava o vão entre o topo da plataforma e o terreno mais alto, mais distante. Visitantes e peregrinos também entravam pelos portões ainda existentes, mas agora fechados, no lado sul, que levavam através de colunatas até o topo da plataforma. A parede sul foi projetada como uma grande entrada. Escavações arqueológicas recentes encontraram vários mikvehs (banhos rituais) para a purificação ritual dos adoradores e uma grande escadaria que conduz a uma das entradas agora bloqueadas.

### Estruturas subterrâneas
Dentro dos muros, a plataforma era sustentada por uma série de arcos abobadados, hoje chamados de Estábulos de Salomão, que ainda existem. A sua atual renovação pelo Waqf de Jerusalém é extremamente controversa.

### Pedreira
Em 25 de setembro de 2007, Yuval Baruch, arqueólogo da Autoridade de Antiguidades de Israel, anunciou a descoberta de uma pedreira que pode ter fornecido ao Rei Herodes as pedras para construir seu Templo no Monte do Templo. Moedas, cerâmica e uma estaca de ferro encontradas provaram que a data da extração foi por volta de 19 a.C. O arqueólogo Ehud Netzer confirmou que os grandes contornos dos cortes de pedra são evidências de que foi um grande projeto público trabalhado por centenas de escravos.